# آيت أورخا (آيت وغاد)
آيت أورخا هو دُوَّار يقع بجماعة تيزي نيسلي، إقليم بني ملال، جهة بني ملال خنيفرة في المملكة المغربية. ينتمي الدوّار لمشيخة آيت وغاد التي تضم 4 دواوير. يقدر عدد سكانه بـ 426 نسمة حسب الإحصاء الرسمي للسكان والسكنى لسنة 2004.

## وصلات خارجية
- البوابة الوطنية للجماعات الترابية
- المندوبية السامية للتخطيط